# 해초 목초지
해초 목초지(A seagrass meadow or seagrass bed)는 해초에 의해 형성된 수중 생태계이다. 해초는 얕은 연안 해역과 하구의 바닷물에서 발견되는 해양식물이며,줄기가 긴 잔디같은 현화식물이다. 그것들은 씨앗과 꽃가루를 생산하고 해저 모래에 고정 뿌리와 뿌리 줄기를 내린다. 해초는 세계에서 가장 생산적인 생태계 중 하나인 조밀한 수중초원을 형성한다. 그것들은 산호초에 필적하는 해양 생물의 다양성을 위한 서식지와 먹이를 제공한다. 여기에는 새우와 게, 대구 및 광어, 해양 포유류 및 조류와 같은 무척추 동물이 포함된다. 그것들은 해마, 거북이, 듀공과 같은 멸종 위기에 처한 종의 피난처를 제공하고, 새우, 가리비와 많은 상업용 어종에 대한 양식지 역할을 한다. 해초 목초지는 파도가 해안을 덮칠 때 잎이 파도의 에너지를 흡수하는 방식으로 해안에 폭풍이 치는 것을 보호해준다.그들은 박테리아와 영양분을 흡수하여 해안 물을 건강하게 유지하고, 이산화탄소를 해저 침전물로 분비함으로써 기후 변화의 속도를 느리게 한다. 해초는 육지를 식민지로 만들어 육지 식물이 된 해조류로부터 진화하여 약 1억 년 전에 바다로 돌아왔다. 그러나 오늘날 해초 목초지는 육지 유출로 인한 오염, 초원을 가로지르는 준설선이나 트롤을 끌어들이는 어선, 생태계의 균형을 이루는 남획과 같은 인간의 활동에 의해 손상되고 있다.  해초 초원은 현재 매 시간 약 두 개의 축구장의 속도로 파괴되고 있다.우리는 이 해초 목조지를 보호해야한다.

## 배경
해초는 해양 환경에서 자라는 현화식물 (속씨 식물)이다. 그들은 약 75년에서 1억 년 전에 바다로 다시 이주한 지상식물에서 진화했다. 요즘 그들은 모래 나 진흙 바닥에 고정 얕고 보호된 해안 바다에서 바다 바닥을 차지한다. 비교적 적은 종(모두 단일 순서의 모노코틸레톤)을 포함하는 4개의 해초 혈통이 있다. 남극을 제외한 모든 대륙의 얕은 환경을 차지하고 있다. 그들의 분포는 마스카레른 고원과 같은 공해로 확장된다. 해초는 약 8천만 년 전에 해양 환경을 재구성한 모노코틸레톤(선제 알리마탈레스)의 다이필레틱 그룹에 의해 형성된다. 해초는 다양한 물고기와 무척추 동물을 위한 식량과 피난처의 원천이기 때문에 서식지 형성 종이며 관련 에코시스템 서비스를 수행한다. 4개 과(포지도니아, 조스테라세아, 하이드로차리타세아, 시모도세아세)에 속하는 약 60종의 완전한 해양 해초가 있으며, 모두 알리스마탈레스(단모조류)이다. 해초 목초지는 단일 종 (단일 특이) 또는 혼합으로 구성될 수 있다. 온화한 지역에서는 보통 하나 또는 몇 종 (북대서양의 뱀장어 조스테라 마리나처럼)을 지배하는 반면 열대 목초지는 보통 더 다양하며, 필리핀에서는 최대 13종이 기록되었다. 모든 독립영양식물과 마찬가지로 해초는 물에 잠긴 광합성을 한다. 대부분의 종들은 수중수분(submarine pollination) 과정을 거치고 물속에서 그들의 수명을 다한다. 해초 목초지는 수질과 빛 가용성에 따라 최대 50m 깊이에서 발견된다. 이 해초 목초지는 폭풍과 큰 파도로부터 해안을 보호하고, 퇴적물을 안정시키고, 다른 종에 안전한 서식지를 제공하고, 생물 다양성을 장려하고, 수질을 향상시키고, 탄소와 영양분을 격리하는 등 많은 생태계 서비스를 제공하는 매우 생산적인 서식지이다. 해초 목초지는 때때로 바다의 대초원이라고 한다. 그들은 모든 phyla로부터 보호되고 수용되는 다양하고 생산적인 생태계로서, 예를 들면 어린 어류와 성체 어류, 기생성 및 자유생식성 대형조류, 미세조류, 연체동물, 털벌레, 네마토드와 같은 종들을 보호한다. 원래 해초 잎 (부분적으로 영양 함량이 낮기 때문에)에 직접 공급하는 것으로 간주된 종은 거의 없지만 과학적인 리뷰와 향상된 작업 방법은 해초 섭취가(herbivory) 먹이 사슬에서 중요한 연결고리이며 바다거북이, 듀공, 매너티, 물고기, 거위, 백조, 성게 및 게를 포함한 수백 종의 먹이를 주는 것으로 나타났다. 해초를 방문하거나 먹이는 일부 물고기 종은 인접한 장소에서 어린 물고기를 기르고 있다.

## 생화학
해초의 성장을 결정하는 주요 영양소는 탄소 (C), 질소 (N), 인 (P), 그리고 광합성을 위한 빛이다. 질소와 인은 퇴적물 간극수나 수주에서 얻을 수 있다. 그리고 해초는 암모늄 이온과 질산염으로부터 질소를 흡수한다. 세계 각국의 연구에서 종과 환경적 요소에 따라 해초 속 탄소, 질소, 인의 농도가 다양하다는 것을 밝혀냈다. 예를 들어, 부영양 환경에서 수집된 식물들은 빈영양 환경에서 수집된 식물보다 낮은 탄소:질소, 탄소:인의 비율이 나타났다. 해초 화학량론은 식물성 플랑크톤의 성장을 위한 영양소 이용도의 지표로 일반적으로 사용되는 레드필드비를 따르지 않는다. 실제로, 전 세계의 여러 연구에서 해초 내 탄소:질소:인의 비율이 종, 영양소 이용도 또는 다른 환경 요인에 따라 크게 달라질 수 있음을 발견했다. 환경 요인에 따라, 해초는 인이나 질소 부족이 생길 수 있다. 해초 화학량론의 초기 연구에 따르면 해초의 균형잡힌 질소와 인의 레드필드비는 대략 30:1이었다. 그러나, 질소와 인의 농도는 엄격한 상관관계가 없어, 해초가 환경에서 사용할 수 있는 것을 기반으로 영양소의 흡수를 적응시킬 수 있다는 것을 시사한다. 예를 들어, 조류 배설물이 비료로 사용된 초지의 해초는 비료로 사용되지 않은 초지에 비해 인산염의 비율이 더 높은 것으로 나타났다. 또는, 더 높은 부하율과 유기물 속성작용은 더 많은 인을 공급하고, 이는 질소 제한으로 이어진다. Thalassia testudinum에서의 인 이용도는 제한적이다. Thalassia testudinum의 영양소 분포는 29.4~43.3%의 탄소, 0.88~3.96%의 질소, 0.048~0.243%의 인이다. 이는 탄소와 질소비가 24.6, 탄소와 인의 비가 937.4, 질소와 인의 비가 40.2임을 의미한다. 또한 이런 정보는 직접 측정하기에 어려움이 있는 다른 만이나 수역의 영양소 이용도의 특징을 나타내는데 사용될 수 있다. 빛의 이용도는 해초의 영양소 화학량론에 영향을 미칠 수 있는 또다른 요소이다. 영양소 제한은 새로운 영양소의 유입보다 광합성 에너지가 해초를 성장시키는 것이 더 빠를 때 발생한다. 예를 들어, 조도가 낮은 환경은 낮은 탄소:질소비를 보이는 경향이 있다. 또는, 질소가 풍부한 환경에서는 이용 가능한 빛의 총량을 줄이는 조류의 성장을 촉진하여 해초의 성장에 간접적으로 부정적인 영향을 미칠 수 있다. 해초의 영양소 변동성은 해양 환경의 폐수 관리에 잠재적인 영향을 미칠 수 있다. 많은 양의 인위적인 질소 배출은 이전에는 질소의 양이 제한되어있던 환경에서 부영양화를 일으켜 해초지의 저산소 상태를 초래하고 생태계의 환경 용량에 영향을 미칠 수 있다. 스페인 북동부에 위치한 Posidonia oceanica 해초지에서의 연간 퇴적물에 관한 연구는 탄소 198g, 질소 13.4g, 인 2.01g을 해초지가 침전시켜놓은 것을 발견했다. 그 이후, 호흡을 통한 퇴적물 속 탄소의 유기물에서 무기물로 분해되는 과정은 약 15.6g의 탄소를 분리하여 반환시켰다.